# Bissingenové
Páni z Bissingenu či též Bissingenové je starý šlechtický rod původně usazený v Míšni a mající kořeny v Durynsku.

## Dějiny rodu
V 15. století se rozdělil na větev rýnskou a českou od které se roku 1647 oddělila větev bissingen-nippenburská, jež roku 1746 byla povýšena do říšského hraběcího stavu. Z této linie dále povstaly dvě nové linie, uherská a švábská. Z této poslední vynikl v rakouských službách Kajetán Alexandr Bissingen-Nippenburg, jako tyrolský a roku 1855–1860 benátský místodržitel.
Z české linie se připomíná Jan Oldřich, jenž byl plukovníkem v císařském vojsku a roku 1633 povýšen do stavu svobodných pánů. Ke statkům této rodiny náležely Čimelice a Hrachovice, k nimž roku 1734 přikoupil Jan Jindřich Pyšely a dědictvím nabyl panství smilkovské u Votic. Větev vymřela roku 1778 týmž Janem, jenž odkázal statky svému bratranci Jáchymu Voračickému z Paběnic. Od této doby se tento rod také nazývá Voračický-Bissingen.

### Současnost
Jméno Bissingského rodu žije dosud v názvu dvorce u Vrábska „Bissingerhof“ - Bisingrov a Bisingrovský rybník v Čimelicích v okrese Písek.

## Erb

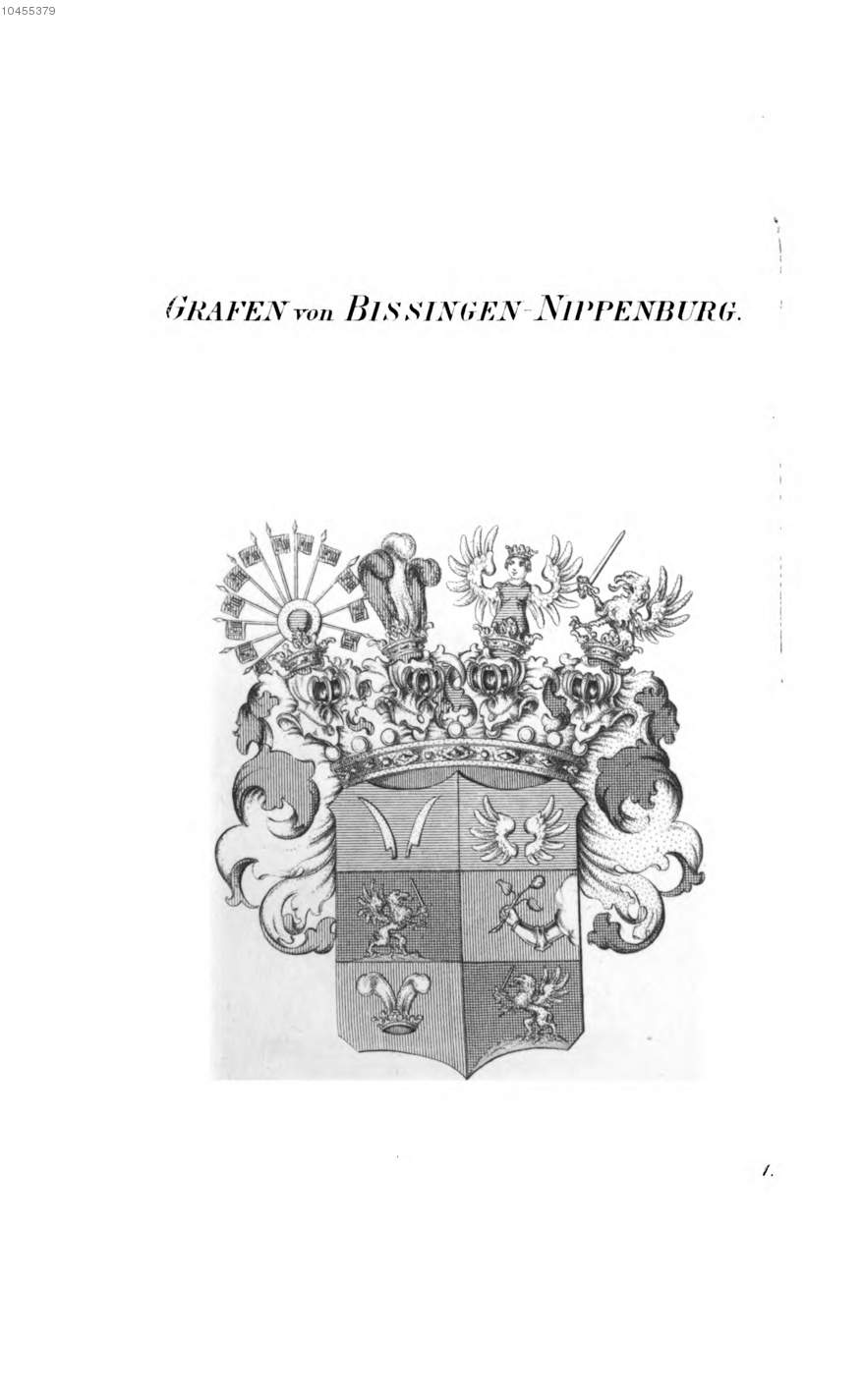
Rodový erb pánů z Bissingenu se šesti poli

Je to štít rozdělený na šest polí, v pravém horním jsou dvě zlaté kosy, v levém dvě křídla na modré půdě, uprostřed vpravo pták noh vlevo kráčející s mečem. Vlevo obrněná ruka s listem v červeném poli, dole vpravo dvě pštrosí péra z koruny vyčnívající v červeném poli, vlevo pták noh kráčející vpravo. Nad štítem jsou čtyři helmy, z jejichž klenotu od pravé strany k levé vyčnívají kopí, tři pštrosí pera, okřídlený anděl a zlatý noh s mečem. Točenice vpravo je červenobílá, vlevo černožlutá.